# Guillermo Moncada
José Guillermo Moncada Veranes (25 de junio de 1841, Santiago de Cuba – 5 de abril de 1895, Ibídem) llamado "Guillermón" Moncada fue uno de los 29 generales cubanos del Ejército Libertador que participaron en la Guerra de la Independencia de Cuba, además de haber participado en las dos guerras anteriores.

## Infancia y juventud
Nació el 25 de junio de 1841 en Santiago de Cuba, Departamento de Oriente, Cuba. Su padre, Narciso Veranes, esclavo liberto, no quiso reconocer a sus hijos, por lo que Guillermón tenía como único apellido el de la madre, Dominga Moncada. De niño aprendió a leer y a escribir. De mozo, se hizo carpintero, oficio con el que supo ganarse el pan que comía.

## Guerra de los Diez Años (1868-1878)
Sus compañeros de armas lo llamaban Guillermón, por su estatura y coraje en las batallas. Hijo de una familia negra muy pobre, estuvo entre los primeros en incorporarse a las filas insurrectas en 1868 y, gracias a su valentía, ascendió hasta llegar a General de Brigada del Ejército Libertador.
El generalísimo Máximo Gómez dijo de él: «tiene dotes de mando y gran habilidad estratégica».

## La Guerra Chiquita, prisión en España y otras acciones
A pesar de ser uno de los protagonistas de los sucesos de Santiago de Cuba el 26 de agosto de 1879, donde se inició la Guerra Chiquita, no se incorporó hasta cuatro días después en que atacó el ingenio La Borgita.
Calixto García, siendo presidente del Comité Revolucionario Cubano, lo designó jefe de las fuerzas del centro y sur de la provincia de Oriente, con grado de Mayor General.
Libró algunas acciones en la región de Guantánamo, comprendiendo que la causa estaba perdida, junto con el entonces general de brigada José Maceo, realizó el Acuerdo de Confluentes, mediante el cual capituló el 2 de junio de 1880.
Después de embarcar hacia Jamaica, los españoles lo apresaron traicioneramente en alta mar y condujeron a Puerto Rico, de donde lo remitieron a España y a las Islas Baleares. En 1886 lo amnistiaron. Regresó a Santiago de Cuba el 22 de septiembre de ese año.
Participó en los preparativos del plan Gómez-Maceo (1884-1886), en sus postrimerías, y en la Conspiración Paz del Manganeso (1890). Por sus actividades subversivas, del 1 de diciembre de 1893 al 1 de junio de 1894, el régimen español lo mantuvo preso en el cuartel Reina Mercedes, de Santiago de Cuba.

## Inicio de la Guerra del 95 y fallecimiento
Dos días antes del 24 de febrero de 1895, Guillermón, con conocimiento de la orden de levantamiento, se echó al monte en compañía del pulcro Rafael Portuondo Tamayo, joven de lo más distinguido de Santiago de Cuba, después general de la revolución.
José Martí lo designó jefe de la provincia más oriental del país durante la preparación de la Guerra de 1895. Después de dar la orden de alzamiento a dicha provincia, Guillermón se dirigió a Alto Songo, donde se alzó al amanecer del 24 de febrero.
Con los pulmones destrozados por la tuberculosis tras duros años en prisiones españolas, el general Moncada falleció en su campamento de Joturito, en Mucaral, término municipal de Alto Songo, Santiago de Cuba, el 5 de abril de 1895. Sus restos reposan en el Cementerio de Santa Ifigenia, en la ciudad de Santiago de Cuba.

## Legado
En su honor se rebautizó al antiguo cuartel Reina Mercedes, en donde guardó prisión, como Cuartel Moncada, el cual fue atacado por Fidel Castro y sus seguidores en 1953, dando inicio a la Revolución cubana.
Igualmente en su honor, el estadio provincial de béisbol de la ciudad de Santiago de Cuba lleva su nombre y posee una estatua en la Avenida de los Libertadores de dicha ciudad.